# بومادران دربندی
 بومادران دربندی، بومادران شمیرانی (نام علمی: Achillea oxyodonta) نام یک گونه از سرده بومادران است.